# إطلاق النار في مدرسة أكسفورد الثانوية
إطلاق النار في مدرسة أكسفورد الثانوية في 30 نوفمبر 2021 فتح مسلح النار على الطلاب والموظفين في مدرسة أكسفورد الثانوية في ضواحي مدينة أكسفورد بولاية ميشيغان بالولايات المتحدة، مما أسفر عن مقتل أربعة طلاب وإصابة سبعة أشخاص آخرين بمن فيهم مدرس. تم تسمية المتهم بأنه طالب في السنة الثانية يبلغ من العمر 15 عامًا اسمه إيثان كرمبلي، وهو رهن الاحتجاز ووجهت إليه تهمة كشخص بالغ. هذا هو أعنف إطلاق نار في مدرسة في الولايات المتحدة منذ إطلاق النار في مدرسة سانتا في الثانوية في عام 2018.

## الحادثة
بحسب ما ورد من المصادر استخدم كرمبلي مسدس نصف آلي في إطلاق النار. وبحسب ما ورد أظهره مقطع فيديو للمراقبة وهو يدخل الحمام بحقيبة ظهر ثم يخرج منه بعد حوالي دقيقة دون حقيبة الظهر ولكن بالمسدس. بعد ذلك مباشرة قال المدعون إن كرمبلي بدأ في إطلاق النار على الطلاب عندما بدأوا في الفرار سار «بشكل منهجي ومتعمد» في الردهة ووجه بندقيته إلى الفصول الدراسية وعلى الطلاب الذين لم يتمكنوا من الفرار.
بحسب الطلاب فإن صوتًا عبر الاتصال الداخلي نبههم إلى إطلاق نار نشط، وبدأ مدرسوهم في إغلاق وتحصين الأبواب وتغطية النوافذ، مما أقنعهم بأن الأمر لم يكن تدريبًا. وروى آخرون أنهم سمعوا بعض أصوات القرع العالية قبل أن يدركوا أن الأصوات كانت طلقات نارية وسرعان ما أغلق الباب.
في الساعة 12:51 مساءً بدأت الشرطة في تلقي أول مكالمة من حوالي مائة مكالمة حول إطلاق النار وردت على المدرسة. تم القبض على كرمبلي دون أن يصاب بأذى من قبل نائب تم تعيينه كمسؤول عن الموارد المدرسية والنائب الثاني الذي وصل مكان الحادث. يُزعم أنه كان لا يزال يحمل سبع طلقات ذخيرة في بندقيته، وإجمالي 18 طلقة متبقية، ومجلتين من 15 طلقة عندما أوقفته السلطات. في مؤتمر صحفي قال وكيل شرطة مقاطعة أوكلاند مايكل مكابي إن المسلح استسلم دون أي مشاكل.
استمر إطلاق النار بالكامل حوالي خمس دقائق ووقع في الطرف الجنوبي من مبنى المدرسة. بعد وقوع إطلاق النار تم إغلاق المدرسة. تم إجلاء بعض الطلاب إلى متجر ميجير القريب. أجرت السلطات ثلاث عمليات تمشيط للمدرسة بحثا عن الضحايا والأدلة.
نشر طالب واحد على الأقل مقطع فيديو على وسائل التواصل الاجتماعي لأشخاص يختبئون في فصل دراسي أثناء الإغلاق، حيث ادعى شخص مجهول في الردهة أنه مسؤول عن تطبيق القانون قائلاً «مكتب الشريف من الآمن الخروج». شعرت بعدم الأمان في مغادرة الفصل، رد الطلاب أو المعلم «لسنا على استعداد لتحمل هذا الخطر الآن»، حيث قال الشخص «تعال إلى الباب وانظر إلى شارتي يا أخي». أدى استخدام كلمة «إخوانه» إلى اعتقاد الكثيرين أنهم كانوا يتحدثون إلى المسلح، وبالتالي قاموا بإخلاء الفصل عبر النوافذ. لاحقًا في مؤتمر صحفي كشف الشريف بوشار زيف الفيديو، قائلاً إن المسلح لم يطرق بابًا أبدًا استنادًا إلى مقطع فيديو، وأن الشخص كان على الأرجح محققًا يحاول تهدئة الطلاب بطريقة محادثة.

## التحقيق
تمت معالجة المدرسة من قبل السلطات، مع لقطات فيديو من الكاميرات الأمنية في مبنى المدرسة كان التركيز الأساسي للمحققين. كما تم تنفيذ مذكرة تفتيش في منزل كرمبلي، حيث تمت مصادرة هاتف خلوي ومجلة وأشياء أخرى كجزء من التحقيق حول إطلاق النار ومنشورات كرمبلي السابقة على وسائل التواصل الاجتماعي. احتوى الهاتف الخلوي على مقطعي فيديو لكرامبلي تم تصوير كلاهما في الليلة السابقة لإطلاق النار، وزُعم أنه تحدث عن إطلاق النار وقتل الطلاب في المدرسة في اليوم التالي. كما ورد أن المجلة ذكرت بالتفصيل «رغبته في إطلاق النار على المدرسة».

## ما بعد الحادثة
أقيمت ثلاث صلوات ليلة 30 نوفمبر حضرها المئات. تم تقديم عريضة عبر الإنترنت لإعادة تسمية ملعب المدرسة بعد مقتل أحد الطلاب في إطلاق النار.
أغلقت مدارس أكسفورد المجتمعية المنطقة التعليمية التي تضم مدرسة أكسفورد الثانوية مدارسها لبقية الأسبوع. تم تنفيذ تهديدات التقليد ضد العديد من مدارس مترو ديترويت الأخرى في اليوم التالي، مما دفع العديد من مناطق المناطق الأخرى إلى إلغاء الفصول الدراسية ليوم واحد على الأقل. تعهد الشريف بوشار بتوجيه اتهامات جنائية لكل من يهدد بالعنف في مدارس المقاطعة.